# 左钟岳
左钟岳，湖南人，是一名民国时期的政治人物。左钟岳曾于1912年出任福建省莆田县县知事一职，1913年1月14日由宁云汉接任。